# Любить по-русски
«Любить по-русски» — российский художественный фильм, драма режиссёра Евгения Матвеева. Премьера состоялась: 21 марта 1995 года (кино), 9 мая 1995 года (РТР).

## Сюжет
Бывший крупный партийный функционер и ветеран Великой Отечественной войны Валерьян Петрович Мухин решает порвать с прошлым: переехать в деревню и стать фермером. Он знакомится с хуторянкой Катериной, живущей здесь с рождения, и уходит к ней от своей уже бывшей супруги. Своей женщине Мухин обещает бросить пить и начать новую жизнь. Он встречается с другим фермером, бывшим офицером-лётчиком и ветераном Афганской войны Виктором Курлыгиным и его новой женой Татьяной. Рядом с ними заводит хозяйство в прошлом городская пара Полина и Михаил. Полина приехала в село продавать дом, оставшийся после смерти тётки, да так и осталась здесь жить. Михаил же выдаёт себя за супруга Полины.
Шестёрка главных героев начинает обустраивать своё хозяйство, но возникает трудность. Им приходится противостоять криминальному авторитету Гаврилову. На земле, которую стали возделывать фермеры, обнаружились источники минеральной воды, и бандиты решили бесцеремонно прибрать их к рукам. Фермеры сначала пытаются решить дело законным путём, но местная милиция подкуплена. Бандиты начинают запугивать фермеров, и тогда герои берут в руки оружие (находят оставшуюся ещё с войны пушку) и восстанавливают справедливость.

## В ролях
- Евгений Матвеев — Валерьян Петрович Мухин
- Галина Польских — Катерина Ивановна
- Виктор Раков — Михаил
- Лариса Удовиченко — Татьяна, беженка из Душанбе
- Ольга Егорова — Полина Ивановна Крылова
- Никита Джигурда — Виктор Иванович Курлыгин
- Георгий Мартиросян — Гаврилов, бывший заместитель прокурора области
- Валентина Титова — Валентина Николаевна, первая жена Мухина
- Александр Потапов — Егоров, председатель колхоза
- Нина Агапова — Анна Александровна, мать Татьяны
- Олег Илюхин — Виктор, сын Татьяны
- Алёна Тарасова — Наташа, дочь Татьяны
- Анатолий Ведёнкин — капитан милиции
- Валентина Березуцкая — отдыхающая
- Виктор Лазарев — отдыхающий
- Николай Сморчков — мужик
- Виктор Уральский — человек на поминках
- Максим Коновалов — водитель бульдозера

## Съёмочная группа
- Автор сценария: Валентин Черных
- Режиссёр: Евгений Матвеев
- Звукооператор: Эльдар Шахвердиев
- Оператор: Виктор Шестоперов
- Художник: Денис Кладиенко
- Композитор: Владимир Комаров

В фильме использованы песни: «Радость и беда» (Евгений Птичкин-Игорь Шаферан), «Любить по-русски» (автор — Никита Джигурда).